# (73501) 2002 RG157
(73501) 2002 RG157 – planetoida z pasa głównego asteroid okrążająca Słońce w ciągu 4,2 lat w średniej odległości 2,6 j.a. Odkryta 11 września 2002 roku.